# Archive internet des marxistes
 (septembre 2023).
L'Archive internet des marxistes (Marxists Internet Archive ou MIA en anglais), également connue sous le nom de marxists.org, est un site web créé par une organisation à but non lucratif visant à proposer sur Internet un accès gratuit et en multilingue aux textes de théoriciens marxistes ou d'idéologie proche (anarchistes et sociaux-démocrates), par le biais d'une bibliothèque numérique.

## Histoire du site
L'Archive internet des marxistes fait remonter sa création à 1990 quand une personne, sous le pseudonyme de Zodiac, commence à transcrire sous forme électronique l'œuvre de Karl Marx et Friedrich Engels. Le tout est mis en ligne en 1993.
Les textes sont à l'origine hébergés par des volontaires sur des serveurs académiques, mais en l'espace de deux ans les universités ferment les serveurs miroirs. En 1996, le site marx.org est créé, hébergé par un fournisseur d'accès à Internet commercial et l'activité bénévole augmente. Mais des dissensions internes entre les volontaires et Zodiac voient le jour et une scission en résulte.
En juillet 1998, la forme actuelle du site est créée. L'activité bénévole augmente à nouveau et le spectre idéologique des textes retranscrits s'élargit.

## Source
- (en) Cet article est partiellement ou en totalité issu de l’article de Wikipédia en anglais intitulé « Marxists Internet Archive » (voir la liste des auteurs).